# Batalla de Pelecà
La batalla de Pelecà va tenir lloc els dies 10-11 de juny de 1329 entre una força expedicionària romana d'Orient liderada per Andrònic III i un exèrcit otomà dirigit per Orhan. L'exèrcit romà d'Orient va ser derrotat, sense que pogués fer més intents per ajudar les ciutats d'Anatòlia que estaven sota setge otomà.

## Enfrontament i resultat
Amb l'ascens d'Andrònic al poder el 1328, els territoris imperials d'Anatòlia s'havien reduït considerablement en gairebé tot l'oest de la moderna Turquia en el curs dels quaranta anys anteriors, llevat d'alguns llocs avançats dispersos per tot el mar Egeu i d'una petita província situada al voltant de Nicomèdia, a uns 150 km de Constantinoble, capital del país. A tot arreu els turcs eren hostils i usurpaven les terres imperials. Andrònic estava decidit a ajudar les importants ciutats de Nicomèdia i Nicea i esperava restaurar la frontera cap a una posició estable. Juntament amb el gran domèstic Joan Cantacuzè, Andrònic va conduir l'exèrcit, que era el més gran que va poder reunir al llarg del mar de Màrmara cap a Nicomèdia. A Pelecà, un exèrcit turc otomà bloquejava el seu camí. Una part de l'exèrcit turc fou derrotat. No obstant això, la major part de l'exèrcit turc es va retirar a les muntanyes al nord del camp de batalla. En perseguir-los, l'exèrcit romà d'Orient va patir nombroses escaramusses que van fer caure la seva moral, i el mateix Andrònic va resultar lleugerament ferit. Els turcs aconseguiren fins i tot de tallar la retirada a l'exèrcit romà d'Orient, que va haver de replegar-se per via marítima, sota la direcció del Gran Domèstic, cap a Constantinoble.

## Conseqüències
La campanya de restauració de l'imperi acabava de ser avortada amb aquesta batalla. Mai més no hi va haver cap mena d'intent per recuperar les antigues terres romanes d'Orient de l'Àsia Menor, llevat d'algunes expedicions que tractaren d'alçar el setge de Nicomèdia, que va acabar caient el 1337. Nicea caigué des del 1331 i el seu governador era conscient que no podia esperar cap mena de socors de Constantinoble. A poc a poc, el control del Bòsfor escapà a l'Imperi Romà d'Orient. Els otomans havien obtingut un territori prou poderós per finalment conquerir l'Imperi Romà d'Orient en la seva totalitat.